# Russia Songs
La Russia Songs è la classifica dei brani musicali più venduti e riprodotti in streaming in Russia, lanciata il 15 febbraio 2022 e redatta settimanalmente da Billboard fino all'aprile 2022.
La classifica, contemplante i dati di riproduzione in streaming e di vendite digitali fornite dalla Luminate Data, raggruppa le venticinque canzoni più popolari a livello nazionale nel paese europeo.
La pubblicazione della hit parade è cessata a partire dall'aprile 2022 senza avviso da Billboard a seguito della sospensione delle operazioni e del taglio della monetizzazione da parte di alcune delle piattaforme streaming occidentali disponibili nel Paese, tra cui Deezer e Spotify, come parte delle sanzioni contro la Federazione Russa duante l'invasione dell'Ucraina.

## Singoli al numero uno
| Settimana        | Artista            | Brano           | Note   |
| ---------------- | ------------------ | --------------- | ------ |
| 19 febbraio 2022 | Gayazovs Brothers  | Malinovaja Lada | [ 4 ]  |
| 26 febbraio 2022 | Egor Krid e MakSim | Otpuskaju       | [ 5 ]  |
| 5 marzo 2022     | Gayazovs Brothers  | Malinovaja Lada | [ 6 ]  |
| 12 marzo 2022    | Gayazovs Brothers  | Malinovaja Lada | [ 7 ]  |
| 19 marzo 2022    | Shadowraze         | Showdown        | [ 8 ]  |
| 26 marzo 2022    | Shadowraze         | Showdown        | [ 9 ]  |
| 2 aprile 2022    | Shadowraze         | Showdown        | [ 10 ] |